# Pellaea connectens
Pellaea connectens är en kantbräkenväxtart som beskrevs av Carl Frederik Albert Christensen. Pellaea connectens ingår i släktet Pellaea och familjen Pteridaceae. Inga underarter finns listade.